# Kamienica przy ulicy Szlak 4 w Krakowie
Kamienica przy ulicy Szlak 4 – kamienica znajdująca się w Krakowie, w dzielnicy I przy ulicy Szlak, na Piasku.
Kamienica została wzniesiona w 1908 roku według projektu architekta Jana Perosia.
W XX wieku była zamieszkiwana przez Walerego Sławka, polskiego polityka okresu II Rzeczypospolitej, trzykrotnego premier Polski, marszałka Sejmu Rzeczypospolitej Polskiej.
Kamienica została wpisana do gminnej ewidencji zabytków. Znajduje się na obszarze Piasku, którego układ urbanistyczny został wpisany 15 października 2015 do rejestru zabytków.